# Roma me da risa
Roma me da risa (The Roman Holidays) es una serie animada producida por Hanna-Barbera Productions.

## Transmisión
El programa se transmitió para los Estados Unidos por la NBC los sábados desde el 9 de septiembre hasta el 2 de diciembre de 1972. Roma me da risa tuvo un total de 13 episodios de 22 minutos de duración cada uno.

## Argumento
Roma me da risa trata acerca de la vida de la familia Tortoni (the Holidays); quienes viven en el año 63 d. C. A través de ellos la serie retrata la sociedad estadounidense de los años 70 del siglo pasado; pero ambientándola en la época de la Roma antigua. 

## Personajes
- Augusto "Gus" Tortoni (Augustus "Gus" Holiday), un hombre perteneciente a la clase media. Gus trabaja bajo el mando de un jefe déspota (El señor Thyconnius) en una constructora.
- Laura (Laurie), su devota esposa.
- Alegro (Happius), su hijo adolescente.
- Precocia, su hija quien es la más joven de la familia.
- Brutus, un león que es su mascota.
- Desaucius (Mr. Evictus), su casero.